# Астахова Христина Андріївна
Христина Андріївна Астахова (нар. 25 лютого 1997, Москва, Росія) — колишня російська фігуристка, що виступала в парному катанні з Олексієм Рогоновим. З ним вони переможці турніру Золотий коник Загреба, віце-чемпіони зимової Універсіади 2015 року дворазові переможці фіналу Кубка Росії (2015 і 2017 роки).
Станом на 15 листопада 2017 року пара займала 13-е місце в рейтингу Міжнародного союзу ковзанярів (ІСУ).

## Кар'єра
Христина Астахова народилася в лютому 1997 року в столиці Росії Москві. Фігурним катанням займається з чотирьох років. З кінця 2006 року вона встала в пару з Микитою Бочковим. Ця пара проіснувала досить довго і розпалася в 2012 році; Бочков вирішив виступати за Білорусь. Крістіна почала виступати з Максимом Курдюковим. За два роки пара не відзначилася прогресуванням. На російських чемпіонатах пара виявлялася на передостанніх місцях.
У травні 2014 року Христина Астахова встала в пару з Олексієм Рогоновим.. Восени вони дебютували на міжнародній арені на Кубку Вольво в Ризі, який виграли. У листопаді в Москві проходив російський етап Гран-прі, з змагань знялася російська пара і Російська федерація заявила на правах господарів пару Астахову з Рогоновым. Нова пара виступила дуже вдало, виявилася третьою. Через місяць пара дуже вдало виступила на хорватському турнірі Золотий коник Загреба 2014, який виграли при тому значно покращили свої спортивні досягнення в довільній програмі і сумою. На російському чемпіонаті в кінці 2014 року, пара опинилася на 4-му місці
На початку лютого пара виступала на зимовій Універсіаді в Іспанії. У короткій програмі все склалося добре і спортсмени перевищили свої колишні спортивні досягнення і йшли на другому місці. Але в довільній програмі вони не змогли обійти китайських фігуристів. В кінці лютого надходила інформація, що пара Астахова і Рогонов їдуть третьої російської парою на світову першість у Шанхай і вони в підтвердження своїх амбіцій виграли Кубок Росії. На чемпіонаті світу в КНР вони замкнули десятку найкращих пар світу.
У новому сезоні в жовтні 2015 року в Братиславі на Меморіалі Непели фігуристи виступили дуже добре. Покращили свої спортивні досягнення в короткій програмі і сумі. Фігуристи при цьому виграли довільну програму. Через три тижні пара виступала в США на серії Гран-прі Skate America. Фігуристи виступили дуже невдало, після короткої програми вони займали передостаннє місце, а у довільній посіли останнє місце. На початку листопада фігуристи виступили на етапі Гран-прі Ауді Кубок Китаю. Вони опинилися на п'ятому місці. На початку грудня спортсмени на турнірі в Загребі виступили вдало, зайняли друге місце і поліпшили свої колишні досягнення у короткій програмі. На національному чемпіонаті виступ пари було успішним, фігуристи фінішували на четвертому місці. На європейську першість в Братиславу фігуристи не потрапляли і були лише другими запасними. Однак дві кращі російські пари не змогли через травми поїхати на турнір, і фігуристи вперше дебютували на континентальному чемпіонаті.
Новий передолімпійський сезон російська пара почала у Фінляндії на традиційному турнірі Finlandia Trophy, де вони в серйозній боротьбі зуміли отримати срібні нагороди. У середині жовтня російські фігуристи виступали на етапі Гран-прі в Чикаго, де на Кубку Америки зайняли місце в середині турнірної таблиці.. На початку листопада росіяни виступали на своєму другому етапі Гран-прі у Москва, де на Кубку Ростелекома вони зайняли третє місце, при цьому вони поліпшили свої колишні досягнення у короткій програмі і сумою. На початку грудня пара виступала в Хорватії на турнірі Золотий коник Загреба, де вони у впертій боротьбі посіли перше місце. Однак через кілька годин після змагань суддівська бригада відсунула росіян на друге місце. В кінці грудня фігуристи виступили в Челябінську на чемпіонаті Росії, де посіли у впертій боротьбі четверте місце. Спортсмени у лютому взяли участь у фіналі Кубка Росії, який як і в позаминулий рік виграли.
Новий олімпійський сезон російські фігуристи почали в Братиславі, де на турнірі Меморіал Ондрея Непели, вони у впертій боротьбі фінішували з срібними медалями. При цьому вони поліпшили свої колишні досягнення в сумі і короткій програмі. На початку жовтня у Еспоо, на Трофей Фінляндії, пара фінішувала в середині турнірної таблиці. Через два тижні росіяни виступали в серії Гран-прі на домашньому етапі, де пара фінішувати з бронзою. Їм знову вдалося поліпшити свої колишні досягнення, тільки на цей раз лише в сумі і довільній програмі. Через ще три тижні спортсмени взяли участь у японському етапі серії Гран-прі, де фінішували з бронзовими медалями. Їм також вдалося поліпшити всі свої колишні спортивні досягнення. На початку грудня було виступ на Золотому ковзані Загреба, яке пара впевнено завершила на другому місці. На національному чемпіонаті в середині грудня в Санкт-Петербурзі пара фінішувала поруч із п'єдесталом. У січні не отримали запрошення на Олімпійські ігри провідна російська пара Ксенія Столбова і Федір Климов, першими були запасними Астахова і Рогонов. У середині лютого 2018 року в Канныне почалися змагання в індивідуальному турнірі. Спортсмени без праці вийшли у фінальну частину змагань і
не значно поліпшили свої колишні досягнення у короткій програмі. У довільній їхній виступ було не так добре і фінішували вони в кінці дюжини.
По закінченню сезону (на початку літа) пара вирішила пропустити сезон поточний сезон за ініціативи партнерки. У кінці червня Христина вже заявила, що вона вирішила закінчити виступи у великому спорті.

## Спортивні досягнення

### З А. Рогоновим
| Змагання/Сезон             | 2014-2015 | 2015-2016 | 2016-2017 | 2017-2018 |
| -------------------------- | --------- | --------- | --------- | --------- |
| Олімпійські ігри           |           |           |           | 12        |
| Чемпіонати світу           | 10        |           |           | 8         |
| Чемпіонати Європи          |           | 7         |           |           |
| Універсіади                | 2         |           |           |           |
| Гран-прі: Cup of Russia    | 3         |           | 3         | 3         |
| Етапи Гран-Прі: NHK Trophy |           |           |           | 3         |
| Гран-прі: Skate America    |           | 7         | 5         |           |
| Гран-прі: Cup of China     |           | 5         |           |           |
| Чемпіонати Росії           | 4         | 4         | 4         | 4         |
| Золотий коник Загреба      | 1         | 2         | 2         | 2         |
| Кубок Вольво               | 1         |           |           |           |
| Меморіал Ондрея Непели     |           | 2         |           | 2         |
| Finlandia Trophy           |           |           | 2         | 5         |
| Фінал Кубка Росії          | 1         |           | 1         |           |

### З М. Курдюковим
| Змагання/Сезон    | 2012-2013 | 2013-2014 |
| ----------------- | --------- | --------- |
| Чемпіонати Росії  | 10        | 9         |
| Турнір у Білорусі |           | 1         |

### З Н. Бочковим
| Змагання/Сезон                                   | 2009-2010 | 2010-2011 |
| ------------------------------------------------ | --------- | --------- |
| Чемпіонат світу серед юніорів                    |           | 7         |
| Юніорський Гран-прі: Австрія                     |           | 9         |
| Першість Росії з фігурного катання серед юніорів | 3         | 3         |
| Меморіал Н. А. Паніна                            | 3 (юн)    | 5 (юн)    |

- юн — пара виступала за юніорського розряду.